# Кыо (волость)
Кыо (эст. Kõo) — бывшая волость в Эстонии, в составе уезда Вильяндимаа.

## Положение
Площадь волости — 149,5 км², численность населения на 1 января 2011 года составляла 1159 человека.
Административный центр волости — деревня Кыо (377 жителей). Помимо этого, на территории волости находится ещё 14 деревень: Арьяссааре, Аруссааре, Кангруссааре, Киривере, Коксвере, Лоопре, Мааласти, Пааксима, Паенасти, Пилиствере, Савиаугу, Соомевере, Унаквере, Веневере.